# Antxine Olano
Antxine Olano (Bilbao, Vizcaya, 31 de marzo de 1975) es una presentadora española de televisión.

## Biografía
Tras licenciarse en Ciencias de la Información por la Universidad del País Vasco Antxine Olano inició su carrera profesional como redactora y presentadora de los informativos del Canal Bizkaia. Posteriormente, se incorporó a la televisión local Alava 7 como redactora jefa y presentadora del informativo diario.
En marzo de 2003 pasa a presentar Decogarden un programa de entrenador doméstico (bricolaje, jardinería, etc.) donde se encarga de los trabajos de manualidades dirigidos a la decoración del hogar. El programa se emite inicialmente por La 2 y desde 2005 por Telecinco. 
Posteriormente la misma productora, Bainet TV, le encarga la presentación de un magazine matinal para La Sexta, Sabor de hogar, estrenado el 8 de enero de 2007. El programa se basa en el formato de los home & living shows estadounidenses, mezcla de información, entretenimiento y consejos sobre el hogar, la familia y el cuidado personal. Tras dos meses con una audiencia media de 32.000 espectadores y 1,1% de cuota (anotando una cuota de pantalla máxima de 1,8%), un resultado por debajo de la media de cadena, el programa es cancelado. En su lugar, Olano presenta En un Tic Tac, espacio de similares características pero menor duración, que se mantuvo en pantalla hasta julio de ese año.

## Trayectoria profesional

### Televisión
- Decogarden (La 2, Telecinco), 2003-2007
- Sabor de hogar (La Sexta), 2007
- En un tic-tac (La Sexta), 2007
- Hogar útil: El magazine (Hogar Útil),2008-2009
- Decotendencias (Hogar Útil), 2009
- Minipisos (Hogar Útil), 2009
- Decoracción (Hogar Útil), 2010

### Libros
- Decogarden - La decoración práctica en tus manos (Bainet, 2006). ISBN 84-96177-25-4